# 劇団B級遊撃隊
劇団B級遊撃隊（げきだん Bきゅうゆうげきたい）は、日本の劇団。

## 概要
1986年に愛知県名古屋市にて、名城大学演劇部OBの佃典彦・神谷尚吾らで結成。名古屋を拠点に、年2回のペースで新作を上演している。
シニカル・ナンセンス・不条理な作風が特徴で、役者の肉体を通して「空気」が体感できる舞台づくりを目指す。
2004年に児童虐待をテーマにした『真・似・禁』で名古屋市民芸術賞を受賞。

## 主な作品
- 1985年 - 『漂流寓話～馬鹿がボートでやってくる!!～』
- 1986年 - 『星降る夜のトライアスロン』
- 1987年 - 『天地転動～富士はニッポンいちのヤマ!～』『大脱出』『MAD/ONNA～待つための条件反射～』
- 1988年 - 『Doubt』『Peace Boat～メカゴジラ☆シンドローム～』
- 1989年 - 『Memorial jap』『漂流寓話～待つとしきかば今かえりこん～』『Peace Boat～メカゴジラ☆シンドローム～』『GUZU』
- 1990年 - 『Doubt～大ウソ八百八町の野郎共のために～』
- 1991年 - 『3A』『SUNDAY』『マシンガンのSABU』
- 1992年 - 『阿呆どもの徒党＜名古屋公演＞』
- 1993年 - 『阿呆どもの徒党＜東京公演＞』『コックと窓ふきろとねこのいない時間』
- 1994年 - 『TOTOからの電話＜名古屋公演＞』
- 1995年 - 『TOTOからの電話＜東京公演＞』『恐ろしく晴れた夏の12時』『KAN-KAN男』
- 1996年 - 『土管』『極楽鳥には足がない』
- 1997年 - 『1997年版 人間の証明』『ヨーゼフという名前の亀』
- 1998年 - 『土管＜東京公演＞』『門番と黄色い天使』『大改訂版KAN-KAN男＜名古屋公演＞』
- 1999年 - 『大改訂版KAN-KAN男＜東京・浜松・桐生公演＞』『ある朝、10時ごろ＜名古屋公演＞』『健康な男』
- 2000年 - 『ある朝、10時ごろ＜東京・長久手公演＞』『満ち足りた散歩者＜名古屋・東京公演＞』『サンドイッチと半魚人』
- 2001年 - 『アルケオプテリクスの卵＜名古屋・東京公演＞』
- 2002年 - 『ヨーゼフという名前の亀 2002稿』『ミノタウロスの悪夢』『消しゴム＜東京公演＞』
- 2003年 - 『消しゴム＜名古屋公演＞』『どんどろ』
- 2004年 - 『Sの背骨』『真・似・禁』
- 2005年 - 『破滅への二時間、又は私達は如何にして「博士の異常な愛情」を愛するようになったか＜名古屋・大阪公演＞』『ピンクの象と五人の紳士』
- 2006年 - 『プラモラル』『青空プリズン』
- 2007年 - 『356』
- 2008年 - 『月夜に吠えるのは狼だけじゃないだろう』『ガードマンの恋～怪談・牡丹燈籠より想起編曲～』
- 2009年 - 『夜明けの奥地』
- 2010年 - 『カレー屋の女～B級改訂版～』『戦場のピクニック～挟み込み弊録「祈り」～』
- 2011年 - 『祭 - サイ - 』『土管2011』
- 2012年 - 『さらば、行きずりの人よ』
- 2013年 - 第5期研究生公演『かぜごっこ』『満月ドリル』
- 2014年 - 『ぬけがら』『朝顔』
- 2015年 - 『間抜けのから』
- 2016年 - 『満ち足りた散歩者』
- 2017年 - 『不都合な王子』

## 劇団員
- 佃典彦
- 神谷尚吾
- 山口未知
- まどか園太夫
- 吉村公佑
- 大脇ぱんだ
- 三井田明日香